# A-302
La A-302 es una carretera andaluza que une la N-322 (Linares) y la autovía A-44. Tiene una longitud de 13,8 kilómetros y atraviesa los municipios de Linares y Jabalquinto, en la comarca de Sierra Morena, Jaén, España.

## Recorrido
La carretera A-302 comienza en la salida 8 de la  A-32 / N-322 , en una rotonda con la que se cruza con la  JA-4102 . Luego, transcurren 3 kilómetros hasta la pedanía de Tobaruela, y otros 6,5 kilómetros hasta el punto donde se cruza con la  JA-4101 , que va hasta Jabalquinto y Mengíbar. Por último, hay 4,3 kilómetros hasta el final de la carretera, en la salida 12 de la  A-44 / E-902 .